# Bistum Chipata
Das Bistum Chipata (lateinisch Dioecesis Chipatensis, englisch Diocese of Chipata) ist eine in Sambia gelegene römisch-katholische Diözese mit Sitz in Chipata. Es umfasst die sambische Ostprovinz.

## Geschichte
Papst Pius XI. gründete die Apostolische Präfektur Fort Jameson mit der Bulle Quo in Rhodesiae am 1. Juli 1937 aus Gebietsabtretungen der Apostolischen Vikariate Nyassa und Mpika. Mit der Apostolischen Konstitution Qui ad supremum wurde sie am 7. Mai 1953 in den Rang eines Apostolischen Vikariats erhoben.
Mit der Apostolischen Konstitution Cum christiana fides wurde es am 25. April 1959 in den Rang eines Bistums erhoben, das dem Erzbistum Lusaka als Suffraganbistum unterstellt wurde. Den aktuellen Namen nahm es am 15. April 1968 an. Der Bischof Medardo Joseph Mazombwe gründete im Jahre 1980 das diözesane Priesterseminar, das Maria geweiht ist.

## Ordinarien

### Apostolischen Präfekten von Fort Jameson
- Fernand Martin MAfr (17. Dezember 1937 – 1946)
- Firmin Courtemanche MAfr (7. März 1947 – 7. Mai 1953)

### Apostolischer Vikar von Fort Jameson
- Firmin Courtemanche MAfr (7. Mai 1953 – 25. April 1959)

### Bischof von Fort Jameson
- Firmin Courtemanche MAfr (25. April 1959 – 15. April 1968)

### Bischöfe von Chipata
- Firmin Courtemanche, M. Afr. (15. April 1968 – 11. November 1970)
- Medardo Joseph Mazombwe (11. November 1970 – 30. November 1996, dann Erzbischof von Lusaka)
- George Cosmas Zumaire Lungu (seit 23. Dezember 2002)

## Statistik
| Jahr | Bevölkerung | Bevölkerung | Bevölkerung | Priester     | Priester         | Priester       | Priester               | Ständige Diakone | Ordensleute  | Ordensleute      | Pfarreien |
| Jahr | Katholiken  | Einwohner   | %           | Gesamtanzahl | Diözesanpriester | Ordenspriester | Katholiken je Priester | Ständige Diakone | Ordensbrüder | Ordensschwestern | Pfarreien |
| ---- | ----------- | ----------- | ----------- | ------------ | ---------------- | -------------- | ---------------------- | ---------------- | ------------ | ---------------- | --------- |
| 1950 | 31.586      | 225.560     | 14,0        | 28           | 3                | 25             | 1.128                  |                  |              | 10               |           |
| 1970 | 88.922      | 509.000     | 17,5        | 49           | 9                | 40             | 1.814                  |                  | 51           | 42               |           |
| 1980 | 120.886     | 609.000     | 19,8        | 53           | 9                | 44             | 2.280                  |                  | 54           | 50               | 17        |
| 1990 | 176.353     | 669.686     | 26,3        | 51           | 13               | 38             | 3.457                  |                  | 48           | 109              | 19        |
| 2000 | 263.874     | 1.273.752   | 20,7        | 49           | 27               | 22             | 5.385                  |                  | 33           | 135              | 21        |
| 2007 | 319.000     | 1.397.000   | 22,8        | 55           | 33               | 22             | 5.800                  | 6                | 37           | 156              | 23        |
| 2013 | 398.946     | 1.810.000   | 22,0        | 69           | 45               | 24             | 5.781                  |                  | 44           | 146              | 24        |
| 2021 | 319.000     | 1.397.000   | 22,0        | 96           | 65               | 31             | 5.173                  |                  | 74           | 137              | 36        |